# Yūsuke Adachi
Yūsuke Adachi (japanisch 足達 勇輔 Adachi Yūsuke; * 5. Dezember 1961 in der Präfektur Kanagawa) ist ein ehemaliger japanischer Fußballspieler und -trainer.

## Karriere
Adachi erlernte das Fußballspielen in der Jugendmannschaft von Yomiuri. Seinen ersten Vertrag unterschrieb er 1980 bei Yomiuri. Der Verein spielte in der höchsten Liga des Landes, der Japan Soccer League. Ende 1984 beendete er seine Karriere als Fußballspieler. Von 2005 bis 2006 war er der Trainer des J2-League-Vereins Yokohama FC.